# Clasificación para la Eurocopa 1992
La Clasificación para la Eurocopa 1992 fue el torneo que determinó a las selecciones clasificadas a la Eurocopa 1992 a realizarse en Suecia. El torneo se llevó a cabo entre 1990 y 1991.
Hubo un total de siete grupos, y al final de la fase clasificatoria el ganador de cada grupo se clasificó para la fase final junto a la selección del país organizador para completar los ocho participantes.
Esta fue la última Eurocopa con únicamente ocho equipos, ya que la cantidad de clasificados se amplió a 16 desde la edición de 1996.

## Sorteo
El sorteo se llevó a cabo el 2 de febrero de 1990. La selección de Suecia clasificó automáticamente como anfitriona. En total 34 equipos entraron al sorteo, pero Alemania Democrática se retiró después de llevarse a cabo la Reunificación de Alemania el 3 de octubre de 1990. El nuevo seleccionado de Alemania unificada tomó el calendario de Alemania Federal, mientras los de Alemania Oriental fueron retirados del calendario.
Las selecciones de Islas Feroe y San Marino participaron por primera vez del proceso clasificatorio.
Las eliminatorias consistieron en 33 equipos divididos en siete grupos (dos de cuatro equipos y cinco de cinco equipos). El ganador de cada grupo avanzó a la faase final. Este fue el último proceso de clasificatorio para la Eurocopa en el que se entregaron dos puntos por partido ganado.
| Bombo 1                                                                   | Bombo 2                                                                   | Bombo 3                                                              | Bombo 4                                                          | Bombo 5                                                |
| ------------------------------------------------------------------------- | ------------------------------------------------------------------------- | -------------------------------------------------------------------- | ---------------------------------------------------------------- | ------------------------------------------------------ |
| Países Bajos Inglaterra España Italia Yugoslavia Alemania Federal Rumania | Unión Soviética Irlanda Checoslovaquia Dinamarca Bélgica Escocia Portugal | Alemania Democrática Hungría Austria Francia Bulgaria Polonia Grecia | Suiza Islandia Gales Turquía Noruega Irlanda del Norte Finlandia | Malta Chipre Luxemburgo Albania San Marino Islas Feroe |

## Criterios de desempate
Si dos o más equipos finalizaron igualados en puntos en la fase de grupos, el siguiente es el criterio de desempates para determinar la clasificación final:
1. Mayor cantidad de puntos en la fase de grupos
2. Diferencia de goles en la fase de grupos
3. Mayor cantidad de goles a favor en la fase de grupos
4. Sorteo

## Grupos

### Grupo 1
| Pos. | Equipo         | Pts. | PJ | G | E | P | GF | GC | Dif. | Clasificación |     | Bandera de Francia | Bandera de Checoslovaquia | Bandera de España | Bandera de Islandia | Bandera de Albania |
| ---- | -------------- | ---- | -- | - | - | - | -- | -- | ---- | ------------- | --- | ------------------ | ------------------------- | ----------------- | ------------------- | ------------------ |
| 1    | Francia        | 16   | 8  | 8 | 0 | 0 | 20 | 6  | +14  | Eurocopa 1992 |     | —                  | 2–1                       | 3–1               | 3–1                 | 5–0                |
| 2    | Checoslovaquia | 10   | 8  | 5 | 0 | 3 | 12 | 9  | +3   |               |     | 1–2                | —                         | 3–2               | 1–0                 | 2–1                |
| 3    | España         | 6    | 7  | 3 | 0 | 4 | 17 | 12 | +5   |               | 1–2 | 2–1                | —                         | 2–1               | 9–0                 |                    |
| 4    | Islandia       | 4    | 8  | 2 | 0 | 6 | 7  | 10 | −3   |               | 1–2 | 0–1                | 2–0                       | —                 | 2–0                 |                    |
| 5    | Albania        | 2    | 7  | 1 | 0 | 6 | 2  | 21 | −19  |               | 0–1 | 0–2                | —                         | 1–0               | —                   |                    |

 Fuente: 

### Detalle de partidos
| 30 de mayo de 1990 | Islandia                                   | 2:0 (1:0) | Albania | Laugardalsvöllur, Reikiavik, Islandia                         |                                                               |
| 20:00 UTC+0        | Arnór Guðjohnsen 41' · Atli Eðvaldsson 82' |           |         | Asistencia: 5.250 espectadores Árbitro(s): Frederick McKnight | Asistencia: 5.250 espectadores Árbitro(s): Frederick McKnight |

| 5 de septiembre de 1990 | Islandia            | 1:2 (0:1) | Francia                                  | Laugardalsvöllur, Reikiavik, Islandia                 |                                                       |
| 18:30 UTC+0             | Atli Eðvaldsson 85' |           | 12' Jean-Pierre Papin · 74' Éric Cantona | Asistencia: 8.388 espectadores Árbitro(s): David Syme | Asistencia: 8.388 espectadores Árbitro(s): David Syme |

| 26 de septiembre de 1990 | Checoslovaquia   | 1:0 (1:0) | Islandia | Všešportový areál, Košice, Checoslovaquia               |                                                         |
| 17:00 UTC+2              | Václav Daněk 43' |           |          | Asistencia: 35.247 espectadores Árbitro(s): Todor Kolev | Asistencia: 35.247 espectadores Árbitro(s): Todor Kolev |

| 10 de octubre de 1990 | España                                        | 2:1 (1:0) | Islandia             | Estadio Benito Villamarín, Sevilla, España                 |                                                            |
| 20:30 UTC+1           | Emilio Butragueño 44' · Carlos Muñoz Cobo 63' |           | 66' Sigurður Jónsson | Asistencia: 18.399 espectadores Árbitro(s): Victor Mintoff | Asistencia: 18.399 espectadores Árbitro(s): Victor Mintoff |

| 13 de octubre de 1990 | Francia                   | 2:1 (0:0) | Checoslovaquia     | Parque de los Príncipes, Paris, Francia                     |                                                             |
| 20:45 UTC+1           | Jean-Pierre Papin 60' 83' |           | 89' Tomáš Skuhravý | Asistencia: 38.249 espectadores Árbitro(s): George Courtney | Asistencia: 38.249 espectadores Árbitro(s): George Courtney |

| 14 de noviembre de 1990 | Checoslovaquia                              | 3:2 (1:1) | España                                       | Strahov, Praga, Checoslovaquia                                    |                                                                   |
| 18:00 UTC+1             | Václav Daněk 16' 67' · Ľubomír Moravčík 77' |           | 30' Robert Fernández · 54' Carlos Muñoz Cobo | Asistencia: 17.773 espectadores Árbitro(s): Karl-Heinz Tritschler | Asistencia: 17.773 espectadores Árbitro(s): Karl-Heinz Tritschler |

| 17 de noviembre de 1990 | Albania | 0:1 (0:1) | Francia         | Estadio Qemal Stafa, Tirana, Albania                                   |                                                                        |
| 14:00 UTC+1             |         |           | 25' Basile Boli | Asistencia: 12.972 espectadores Árbitro(s): Bruno Galler (Switzerland) | Asistencia: 12.972 espectadores Árbitro(s): Bruno Galler (Switzerland) |

| 19 de diciembre de 1990 | España | 9:0 (4:0) | Albania | Ramón Sánchez-Pizjuán, Sevilla, España                         |                                                                |
| 20:30 UTC+1             | Guillermo Amor 21' · Carlos Muñoz Cobo 24' 65' · Butragueño 31' 57' 68' 88' · Fernando Hierro 40' · José Mari Bakero 76' |           |         | Asistencia: 12.625 espectadores Árbitro(s): Alphonse Costantin | Asistencia: 12.625 espectadores Árbitro(s): Alphonse Costantin |

| 20 de febrero de 1991 | Francia                                                       | 3:1 (1:1) | España               | Parque de los Príncipes, Paris, Francia                   |                                                           |
| 20:45 UTC+1           | Franck Sauzée 14' · Jean-Pierre Papin 58' · Laurent Blanc 76' |           | 10' José Mari Bakero | Asistencia: 41.474 espectadores Árbitro(s): Tullio Lanese | Asistencia: 41.474 espectadores Árbitro(s): Tullio Lanese |

| 30 de marzo de 1991 | Francia                                                             | 5:0 (4:0) | Albania | Parque de los Príncipes, Paris, Francia                 |                                                         |
| 20:45 UTC+1         | Franck Sauzée 1' 9' · Jean-Pierre Papin 33' 42' · Hysen Zmijani 81' |           |         | Asistencia: 24.181 espectadores Árbitro(s): Einar Halle | Asistencia: 24.181 espectadores Árbitro(s): Einar Halle |

| 1 de mayo de 1991 | Albania | 0:2 (0:1) | Checoslovaquia                   | Estadio Qemal Stafa, Tirana, Albania                    |                                                         |
| 16:30 UTC+2       |         |           | 25' Luboš Kubík · 66' Pavel Kuka | Asistencia: 4.205 espectadores Árbitro(s): Carlo Longhi | Asistencia: 4.205 espectadores Árbitro(s): Carlo Longhi |

| 26 de mayo de 1991 | Albania          | 1:0 (0:0) | Islandia | Estadio Qemal Stafa, Tirana, Albania                    |                                                         |
| 17:00 UTC+2        | Eduard Abazi 65' |           |          | Asistencia: 2.349 espectadores Árbitro(s): Sándor Varga | Asistencia: 2.349 espectadores Árbitro(s): Sándor Varga |

| 5 de junio de 1991 | Islandia | 0:1 (0:1) | Checoslovaquia | Laugardalsvöllur, Reikiavik, Islandia                    |                                                          |
| 20:00 UTC+0        |          |           | 15' Ivan Hašek | Asistencia: 5.050 espectadores Árbitro(s): John Spillane | Asistencia: 5.050 espectadores Árbitro(s): John Spillane |

| 4 de septiembre de 1991 | Checoslovaquia     | 1:2 (1:0) | Francia                   | Tehelné pole, Bratislava, Checoslovaquia                    |                                                             |
| 18:30 UTC+2             | Václav Němeček 19' |           | 53' 89' Jean-Pierre Papin | Asistencia: 44.884 espectadores Árbitro(s): Peter Mikkelsen | Asistencia: 44.884 espectadores Árbitro(s): Peter Mikkelsen |

| 28 de septiembre de 1991 | Islandia                                          | 2:0 (0:0) | España | Laugardalsvöllur, Reikiavik, Islandia                  |                                                        |
| 17:15 UTC+0              | Þorvaldur Örlygsson 71' · Eyjólfur Sverrisson 79' |           |        | Asistencia: 3.848 espectadores Árbitro(s): Cees Bakker | Asistencia: 3.848 espectadores Árbitro(s): Cees Bakker |

| 12 de octubre de 1991 | España                 | 1:2 (1:2) | Francia                                    | Estadio Benito Villamarín, Sevilla, España                   |                                                              |
| 20:30 UTC+1           | Abelardo Fernández 33' |           | 12' Luis Fernández · 15' Jean-Pierre Papin | Asistencia: 9.399 espectadores Árbitro(s): Hubert Forstinger | Asistencia: 9.399 espectadores Árbitro(s): Hubert Forstinger |

| 16 de octubre de 1991 | Checoslovaquia                     | 2:1 (2:0) | Albania           | Andrův stadion, Olomouc, Checoslovaquia                       |                                                               |
| 15:00 (UTC+1)         | Pavel Kuka 35' · Ľudovít Lancz 39' |           | 60' Hysen Zmijani | Asistencia: 2.366 espectadores Árbitro(s): Michał Listkiewicz | Asistencia: 2.366 espectadores Árbitro(s): Michał Listkiewicz |

| 13 de noviembre de 1991 | España                                       | 2:1 (1:0) | Checoslovaquia     | Ramón Sánchez-Pizjuán, Sevilla, España                        |                                                               |
| 20:30 UTC+1             | Abelardo Fernández 10' · Míchel González 78' |           | 60' Václav Němeček | Asistencia: 8.691 espectadores Árbitro(s): Kurt Röthlisberger | Asistencia: 8.691 espectadores Árbitro(s): Kurt Röthlisberger |

| 20 de noviembre de 1991 | Francia                                | 3:1 (1:0) | Islandia                | Parque de los Príncipes, Paris, Francia                      |                                                              |
| 20:45 UTC+1             | Amara Simba 41' · Éric Cantona 56' 67' |           | 70' Eyjólfur Sverrisson | Asistencia: 27.393 espectadores Árbitro(s): Erik Fredriksson | Asistencia: 27.393 espectadores Árbitro(s): Erik Fredriksson |

| 18 de diciembre de 1991                                                                                                  | Albania | Cancelado | España | Estadio Qemal Stafa, Tirana, Albania |                            |
| 14:00 UTC+1 |         |           |        | Árbitro(s): Roger Philippi           | Árbitro(s): Roger Philippi |
| El partido fue cancelado debido a la situación política imperante en Albania y a que ambos países ya estaban eliminados. |         |           |        |                                      |                            |

### Grupo 2
| Pos. | Equipo     | Pts. | PJ | G | E | P | GF | GC | Dif. | Clasificación |     | Bandera de Escocia | Bandera de Suiza | Bandera de Rumania | Bandera de Bulgaria | Bandera de San Marino |
| ---- | ---------- | ---- | -- | - | - | - | -- | -- | ---- | ------------- | --- | ------------------ | ---------------- | ------------------ | ------------------- | --------------------- |
| 1    | Escocia    | 11   | 8  | 4 | 3 | 1 | 14 | 7  | +7   | Eurocopa 1992 |     | —                  | 2–1              | 2–1                | 1–1                 | 4–0                   |
| 2    | Suiza      | 10   | 8  | 4 | 2 | 2 | 19 | 7  | +12  |               |     | 2–2                | —                | 0–0                | 2–0                 | 7–0                   |
| 3    | Rumania    | 10   | 8  | 4 | 2 | 2 | 13 | 7  | +6   |               | 1–0 | 1–0                | —                | 0–3                | 6–0                 |                       |
| 4    | Bulgaria   | 9    | 8  | 3 | 3 | 2 | 15 | 8  | +7   |               | 1–1 | 2–3                | 1–1              | —                  | 4–0                 |                       |
| 5    | San Marino | 0    | 8  | 0 | 0 | 8 | 1  | 33 | −32  |               | 0–2 | 0–4                | 1–3              | 0–3                | —                   |                       |

 Fuente: 

### Detalle de partidos
| 12 de septiembre de 1990 | Suiza                                 | 2:0 (1:0) | Bulgaria | Stade des Charmilles, Ginebra, Suiza                    |                                                         |
| 20:00 UTC+2              | Marc Hottiger 19' · Thomas Bickel 63' |           |          | Asistencia: 9.088 espectadores Árbitro(s): Guy Goethals | Asistencia: 9.088 espectadores Árbitro(s): Guy Goethals |

| 12 de septiembre de 1990 | Escocia                               | 2:1 (1:1) | Rumania             | Hampden Park, Glasgow, Escocia                                         |                                                                        |
| 20:00 UTC+1              | John Robertson 37' · Ally McCoist 76' |           | 13' Rodion Cămătaru | Asistencia: 12.801 espectadores Árbitro(s): Ildefonso Urizar Azpitarte | Asistencia: 12.801 espectadores Árbitro(s): Ildefonso Urizar Azpitarte |

| 17 de octubre de 1990 | Rumania | 0:3 (0:1) | Bulgaria                                    | Stadionul Steaua, Bucarest, Rumania                              |                                                                  |
| 15:00 UTC+3           |         |           | 28' Nasko Sirakov · 48' 76' Nikolay Todorov | Asistencia: 15.350 espectadores Árbitro(s): José Rosa dos Santos | Asistencia: 15.350 espectadores Árbitro(s): José Rosa dos Santos |

| 17 de octubre de 1990 | Escocia                                  | 2:1 (1:0) | Suiza           | Hampden Park, Glasgow, Escocia                               |                                                              |
| 20:00 UTC+1           | John Robertson 34' · Gary McAllister 53' |           | 65' Adrian Knup | Asistencia: 27.740 espectadores Árbitro(s): Esa Antero Palsi | Asistencia: 27.740 espectadores Árbitro(s): Esa Antero Palsi |

| 14 de noviembre de 1990 | Bulgaria            | 1:1 (0:1) | Escocia         | Estadio Vasil Levski, Sofía, Bulgaria                       |                                                             |
| 18:00 UTC+2             | Nikolay Todorov 74' |           | 9' Ally McCoist | Asistencia: 31.462 espectadores Árbitro(s): Friedrich Kaupe | Asistencia: 31.462 espectadores Árbitro(s): Friedrich Kaupe |

| 14 de noviembre de 1990 | San Marino | 0:4 (0:3) | Suiza                                                                             | Estadio Olímpico, Serravalle, San Marino               |                                                        |
| 20:30 UTC+1             |            |           | 7' Alain Sutter · 27' Stéphane Chapuisat · 43' Adrian Knup · 87' Frédéric Chassot | Asistencia: 931 espectadores Árbitro(s): Costas Kapsos | Asistencia: 931 espectadores Árbitro(s): Costas Kapsos |

| 5 de diciembre de 1990 | Rumania | 6:0 (3:0) | San Marino | Stadionul Steaua, Bucarest, Rumania                       |                                                           |
| 18:00 UTC+2            | Ioan Sabău 2' · Dorin Mateuț 18' · Florin Răducioiu 43' · Ioan Lupescu 56' · Pavel Badea 77' · Dan Petrescu 85' |           |            | Asistencia: 6.380 espectadores Árbitro(s): Manfred Roßner | Asistencia: 6.380 espectadores Árbitro(s): Manfred Roßner |

| 27 de marzo de 1991 | Escocia          | 1:1 (0:0) | Bulgaria            | Hampden Park, Glasgow, Escocia                               |                                                              |
| 20:00 UTC+0         | John Collins 83' |           | 89' Emil Kostadinov | Asistencia: 33.119 espectadores Árbitro(s): Erik Fredriksson | Asistencia: 33.119 espectadores Árbitro(s): Erik Fredriksson |

| 27 de marzo de 1991 | San Marino          | 1:3 (1:1) | Rumania                                                      | Estadio Olímpico, Serravalle, San Marino                |                                                         |
| 20:15 UTC+1         | Valdes Pasolini 30' |           | 18' Gheorghe Hagi · 46' Florin Răducioiu · 83' Ivan Matteoni | Asistencia: 745 espectadores Árbitro(s): Roger Philippi | Asistencia: 745 espectadores Árbitro(s): Roger Philippi |

| 3 de abril de 1991 | Suiza | 0:0 (0:0) | Rumania | Stade de la Maladière, Neuchâtel, Suiza                  |                                                          |
| 20:15 UTC+2        |       |           |         | Asistencia: 9.262 espectadores Árbitro(s): Gérard Biguet | Asistencia: 9.262 espectadores Árbitro(s): Gérard Biguet |

| 1 de mayo de 1991 | Bulgaria                                | 2:3 (2:0) | Suiza                                        | Estadio Vasil Levski, Sofía, Bulgaria                              |                                                                    |
| 18:00 UTC+3       | Emil Kostadinov 12' · Nasko Sirakov 27' |           | 59' 85' Adrian Knup · 90' Kubilay Türkyilmaz | Asistencia: 35.142 espectadores Árbitro(s): Karl-Josef Assenmacher | Asistencia: 35.142 espectadores Árbitro(s): Karl-Josef Assenmacher |

| 1 de mayo de 1991 | San Marino | 0:2 (0:0) | Escocia                                | Estadio Olímpico, Serravalle, San Marino                |                                                         |
| 20:00 UTC+2       |            |           | 63' Gordon Strachan · 67' Gordon Durie | Asistencia: 3.512 espectadores Árbitro(s): Besnik Kaimi | Asistencia: 3.512 espectadores Árbitro(s): Besnik Kaimi |

| 22 de mayo de 1991 | San Marino | 0:3 (0:2) | Bulgaria                                                   | Estadio Olímpico, Serravalle, San Marino                |                                                         |
| 20:00 UTC+2        |            |           | 13' Trifon Ivanov · 20' Nasko Sirakov · 70' Luboslav Penev | Asistencia: 612 espectadores Árbitro(s): Victor Mintoff | Asistencia: 612 espectadores Árbitro(s): Victor Mintoff |

| 5 de junio de 1991 | Suiza | 7:0 (3:0) | San Marino | Espenmoos Stadium, San Galo, Suiza                       |                                                          |
| 20:30 UTC+2        | Adrian Knup 3' 87' · Marc Hottiger 13' · Alain Sutter 29' · Heinz Hermann 55' · Christophe Ohrel 78' · Kubilay Türkyilmaz 90' |           |            | Asistencia: 6.982 espectadores Árbitro(s): Erman Toroğlu | Asistencia: 6.982 espectadores Árbitro(s): Erman Toroğlu |

| 11 de septiembre de 1991 | Suiza                                      | 2:2 (2:0) | Escocia                             | Wankdorfstadion, Berna, Suiza                             |                                                           |
| 20:15 UTC+2              | Stéphane Chapuisat 30' · Heinz Hermann 38' |           | 47' Gordon Durie · 83' Ally McCoist | Asistencia: 42.012 espectadores Árbitro(s): Tullio Lanese | Asistencia: 42.012 espectadores Árbitro(s): Tullio Lanese |

| 16 de octubre de 1991 | Bulgaria                                                                          | 4:0 (3:0) | San Marino | Estadio Balgarska Armiya, Sofía, Bulgaria              |                                                        |
| 18:00 UTC+3           | Luboslav Penev 18' · Hristo Stoichkov 31' · Zlatko Yankov 38' · Nikolái Iliev 84' |           |            | Asistencia: 7.352 espectadores Árbitro(s): Jiří Ulrich | Asistencia: 7.352 espectadores Árbitro(s): Jiří Ulrich |

| 16 de octubre de 1991 | Rumania           | 1:0 (0:0) | Escocia | Stadionul Steaua, Bucarest, Rumania                          |                                                              |
| 18:00 UTC+3           | Gheorghe Hagi 75' |           |         | Asistencia: 15.850 espectadores Árbitro(s): Aron Schmidhuber | Asistencia: 15.850 espectadores Árbitro(s): Aron Schmidhuber |

| 13 de noviembre de 1991 | Escocia                                                                   | 4:0 (3:0) | San Marino | Hampden Park, Glasgow, Escocia                            |                                                           |
| 19:00 UTC+0             | Paul McStay 10' · Richard Gough 31' · Gordon Durie 38' · Ally McCoist 62' |           |            | Asistencia: 35.170 espectadores Árbitro(s): Rune Pedersen | Asistencia: 35.170 espectadores Árbitro(s): Rune Pedersen |

| 13 de noviembre de 1991 | Rumania          | 1:0 (0:0) | Suiza | Stadionul Steaua, Bucarest, Rumania                           |                                                               |
| 21:00 UTC+2             | Dorin Mateuț 69' |           |       | Asistencia: 23.000 espectadores Árbitro(s): John Blankenstein | Asistencia: 23.000 espectadores Árbitro(s): John Blankenstein |

| 20 de noviembre de 1991 | Bulgaria          | 1:1 (0:1) | Rumania            | Estadio Vasil Levski, Sofía, Bulgaria                       |                                                             |
| 18:00 UTC+2             | Nasko Sirakov 55' |           | 31' Adrian Popescu | Asistencia: 27.744 espectadores Árbitro(s): Peter Mikkelsen | Asistencia: 27.744 espectadores Árbitro(s): Peter Mikkelsen |

### Grupo 3
| Pos. | Equipo          | Pts. | PJ | G | E | P | GF | GC | Dif. | Clasificación |     | Bandera de la Unión Soviética | Bandera de Italia | Bandera de Noruega | Bandera de Hungría | Bandera de Chipre |
| ---- | --------------- | ---- | -- | - | - | - | -- | -- | ---- | ------------- | --- | ----------------------------- | ----------------- | ------------------ | ------------------ | ----------------- |
| 1    | Unión Soviética | 13   | 8  | 5 | 3 | 0 | 13 | 2  | +11  | Eurocopa 1992 |     | —                             | 0–0               | 2–2                | 2–0                | 4–0               |
| 2    | Italia          | 10   | 8  | 3 | 4 | 1 | 12 | 5  | +7   |               |     | 0–0                           | —                 | 1–1                | 3–1                | 2–0               |
| 3    | Noruega         | 9    | 8  | 3 | 3 | 2 | 9  | 5  | +4   |               | 0–1 | 2–1                           | —                 | 0–0                | 3–0                |                   |
| 4    | Hungría         | 8    | 8  | 2 | 4 | 2 | 10 | 9  | +1   |               | 0–1 | 1–1                           | 0–0               | —                  | 4–2                |                   |
| 5    | Chipre          | 0    | 8  | 0 | 0 | 8 | 2  | 25 | −23  |               | 0–3 | 0–4                           | 0–3               | 0–2                | —                  |                   |

 Fuente: 
Notas:
1. ↑  La selección de la Unión Soviética fue reemplazada en el torneo final por la CEI, debido a la disolución de la Unión Soviética que se dio poco después de que terminaran las eliminatorias.

### Detalle de partidos
| 12 de septiembre de 1990 | Unión Soviética                             | 2:0 (1:0) | Noruega | Estadio Olímpico Luzhnikí, Moscú, Unión Soviética             |                                                               |
| 19:00 UTC+4              | Andréi Kanchelskis 22' · Oleg Kuznetsov 60' |           |         | Asistencia: 23.000 espectadores Árbitro(s): Hubert Forstinger | Asistencia: 23.000 espectadores Árbitro(s): Hubert Forstinger |

| 10 de octubre de 1990 | Noruega | 0:0 (0:0) | Hungría | Brann Stadion, Bergen, Noruega                           |                                                          |
| 19:00 UTC+2           |         |           |         | Asistencia: 6.304 espectadores Árbitro(s): John Spillane | Asistencia: 6.304 espectadores Árbitro(s): John Spillane |

| 17 de octubre de 1990 | Hungría           | 1:1 (1:0) | Italia             | Estadio Ferenc Puskás, Budapest, Hungría                |                                                         |
| 19:00 UTC+2           | László Disztl 16' |           | 54' Roberto Baggio | Asistencia: 24.431 espectadores Árbitro(s): Bo Karlsson | Asistencia: 24.431 espectadores Árbitro(s): Bo Karlsson |

| 31 de octubre de 1990 | Hungría                                      | 4:2 (3:1) | Chipre                                            | Estadio Ferenc Puskás, Budapest, Hungría                    |                                                             |
| 18:00 UTC+1           | Emil Lőrincz 1' 19' · József Kiprich 20' 67' |           | 13' Panayiotis Xiourouppas · 89' Angelos Tsolakis | Asistencia: 2.204 espectadores Árbitro(s): Plarent Kotherja | Asistencia: 2.204 espectadores Árbitro(s): Plarent Kotherja |

| 3 de noviembre de 1990 | Italia | 0:0 (0:0) | Unión Soviética | Estadio Olímpico, Roma, Italia                                    |                                                                   |
| 14:30 UTC+1            |        |           |                 | Asistencia: 52.208 espectadores Árbitro(s): Marcel Van Langenhove | Asistencia: 52.208 espectadores Árbitro(s): Marcel Van Langenhove |

| 14 de noviembre de 1990 | Chipre | 0:3 (0:1) | Noruega                                                     | Estadio Makario, Nicosia, Chipre                          |                                                           |
| 19:00 UTC+2             |        |           | 39' Gøran Sørloth · 50' Lars Bohinen · 64' Sverre Brandhaug | Asistencia: 2.133 espectadores Árbitro(s): Zoran Petrović | Asistencia: 2.133 espectadores Árbitro(s): Zoran Petrović |

| 22 de diciembre de 1990 | Chipre | 0:4 (0:3) | Italia                                                             | Estadio Tsirio, Limasol, Chipre                       |                                                       |
| 15:00 UTC+2             |        |           | 15' Pietro Vierchowod · 22' 50' Aldo Serena · 44' Attilio Lombardo | Asistencia: 9.185 espectadores Árbitro(s): Ivan Gregr | Asistencia: 9.185 espectadores Árbitro(s): Ivan Gregr |

| 3 de abril de 1991 | Chipre | 0:2 (0:2) | Hungría                                | Estadio Tsirio, Limasol, Chipre                         |                                                         |
| 15:00 UTC+3        |        |           | 15' József Szalma · 40' József Kiprich | Asistencia: 1.844 espectadores Árbitro(s): Gerhard Kapl | Asistencia: 1.844 espectadores Árbitro(s): Gerhard Kapl |

| 17 de abril de 1991 | Hungría | 0:1 (0:1) | Unión Soviética           | Estadio Ferenc Puskás, Budapest, Hungría                     |                                                              |
| 19:00 UTC+2         |         |           | 30' Alekséi Mijailichenko | Asistencia: 43.221 espectadores Árbitro(s): Aron Schmidhuber | Asistencia: 43.221 espectadores Árbitro(s): Aron Schmidhuber |

| 1 de mayo de 1991 | Noruega                                                      | 3:0 (0:0) | Chipre | Ullevaal Stadion, Oslo, Noruega                      |                                                      |
| 19:00 UTC+2       | Pål Lydersen 49' · Tore André Dahlum 65' · Gøran Sørloth 90' |           |        | Asistencia: 5.825 espectadores Árbitro(s): Kaj Natri | Asistencia: 5.825 espectadores Árbitro(s): Kaj Natri |

| 1 de mayo de 1991 | Italia                                        | 3:1 (2:0) | Hungría           | Estadio Arechi, Salerno, Italia                         |                                                         |
| 20:15 UTC+2       | Roberto Donadoni 4' 16' · Gianluca Vialli 56' |           | 65' György Bognár | Asistencia: 37.602 espectadores Árbitro(s): Joe Worrall | Asistencia: 37.602 espectadores Árbitro(s): Joe Worrall |

| 29 de mayo de 1991 | Unión Soviética                                                                                | 4:0 (1:0) | Chipre | Estadio Olímpico Luzhnikí, Moscú, Unión Soviética               |                                                                 |
| 19:00 UTC+3        | Aleksandr Mostovói 10' · Alekséi Mijailichenko 51' · Ígor Kornéyev 87' · Serguéi Aléinikov 89' |           |        | Asistencia: 14.200 espectadores Árbitro(s): Ștefan Dan Petrescu | Asistencia: 14.200 espectadores Árbitro(s): Ștefan Dan Petrescu |

| 5 de junio de 1991 | Noruega                                 | 2:1 (2:0) | Italia                  | Ullevaal Stadion, Oslo, Noruega                                |                                                                |
| 19:00 UTC+2        | Tore André Dahlum 4' · Lars Bohinen 25' |           | 77' Salvatore Schillaci | Asistencia: 24.346 espectadores Árbitro(s): Mario van der Ende | Asistencia: 24.346 espectadores Árbitro(s): Mario van der Ende |

| 28 de agosto de 1991 | Noruega | 0:1 (0:0) | Unión Soviética        | Ullevaal Stadion, Oslo, Noruega                         |                                                         |
| 19:00 UTC+2          |         |           | 74' Aleksandr Mostovói | Asistencia: 24.383 espectadores Árbitro(s): Howard King | Asistencia: 24.383 espectadores Árbitro(s): Howard King |

| 25 de septiembre de 1991 | Unión Soviética                            | 2:2 (1:1) | Hungría                | Estadio Olímpico Luzhnikí, Moscú, Unión Soviética          |                                                            |
| 19:00 UTC+3              | Ígor Shalímov 37' · Andréi Kanchelskis 50' |           | 16' 84' József Kiprich | Asistencia: 34.973 espectadores Árbitro(s): Zoran Petrović | Asistencia: 34.973 espectadores Árbitro(s): Zoran Petrović |

| 12 de octubre de 1991 | Unión Soviética | 0:0 (0:0) | Italia | Estadio Olímpico Luzhnikí, Moscú, Unión Soviética        |                                                          |
| 19:00 UTC+3           |                 |           |        | Asistencia: 86.486 espectadores Árbitro(s): Bruno Galler | Asistencia: 86.486 espectadores Árbitro(s): Bruno Galler |

| 30 de octubre de 1991 | Hungría | 0:0 (0:0) | Noruega | Rohonci úti Stadion, Szombathely, Hungría                |                                                          |
| 20:00 UTC+1           |         |           |         | Asistencia: 4.609 espectadores Árbitro(s): Gérard Biguet | Asistencia: 4.609 espectadores Árbitro(s): Gérard Biguet |

| 13 de noviembre de 1991 | Italia                  | 1:1 (0:0) | Noruega           | Estadio Luigi Ferraris, Génova, Italia                             |                                                                    |
| 19:15 UTC+1             | Ruggiero Rizzitelli 83' |           | 60' Mini Jakobsen | Asistencia: 21.372 espectadores Árbitro(s): Karl-Josef Assenmacher | Asistencia: 21.372 espectadores Árbitro(s): Karl-Josef Assenmacher |

| 13 de noviembre de 1991 | Chipre | 0:3 (0:1) | Unión Soviética                                                | Estadio Tsirio, Limasol, Chipre                           |                                                           |
| 20:15 UTC+2             |        |           | 26' Oleh Protásov · 78' Serguéi Yurán · 81' Andréi Kanchelskis | Asistencia: 3.379 espectadores Árbitro(s): Andrew Waddell | Asistencia: 3.379 espectadores Árbitro(s): Andrew Waddell |

| 21 de diciembre de 1991 | Italia                                   | 2:0 (1:0) | Chipre | Stadio Pino Zaccheria, Foggia, Italia                            |                                                                  |
| 14:30 UTC+1             | Gianluca Vialli 28' · Roberto Baggio 55' |           |        | Asistencia: 17.732 espectadores Árbitro(s): Joaquín Ramos Marcos | Asistencia: 17.732 espectadores Árbitro(s): Joaquín Ramos Marcos |

### Grupo 4
| Pos. | Equipo            | Pts. | PJ | G | E | P | GF | GC | Dif. | Clasificación                  |     | Bandera de Yugoslavia | Bandera de Dinamarca | Bandera de Irlanda del Norte | Bandera de Austria | Bandera de Islas Feroe |
| ---- | ----------------- | ---- | -- | - | - | - | -- | -- | ---- | ------------------------------ | --- | --------------------- | -------------------- | ---------------------------- | ------------------ | ---------------------- |
| 1    | Yugoslavia        | 14   | 8  | 7 | 0 | 1 | 24 | 4  | +20  | Descalificado del torneo final |     | —                     | 1–2                  | 4–1                          | 4–1                | 7–0                    |
| 2    | Dinamarca         | 13   | 8  | 6 | 1 | 1 | 18 | 7  | +11  | Eurocopa 1992                  |     | 0–2                   | —                    | 2–1                          | 2–1                | 4–1                    |
| 3    | Irlanda del Norte | 7    | 8  | 2 | 3 | 3 | 11 | 11 | 0    |                                |     | 0–2                   | 1–1                  | —                            | 2–1                | 1–1                    |
| 4    | Austria           | 3    | 8  | 1 | 1 | 6 | 6  | 14 | −8   |                                | 0–2 | 0–3                   | 0–0                  | —                            | 3–0                |                        |
| 5    | Islas Feroe       | 3    | 8  | 1 | 1 | 6 | 3  | 26 | −23  |                                | 0–2 | 0–4                   | 0–5                  | 1–0                          | —                  |                        |

 Fuente: 
Notas:
1. 1 2  Yugoslavia había conseguido la clasificación, e iba a participar en el torneo final como República Federal de Yugoslavia (debido a la disolución de Yugoslavia), pero el equipo fue sancionado el 31 de mayo de 1992 tanto por la FIFA como por la UEFA, debido a las guerras yugoslavas, por lo que Dinamarca terminó ocupando su lugar.

### Detalle de partidos
| 12 de septiembre de 1990 | Islas Feroe        | 1:0 (0:0) | Austria | Landskrona IP, Landskrona, Suecia                      |                                                        |
| 19:00 UTC+2              | Torkil Nielsen 61' |           |         | Asistencia: 1.157 espectadores Árbitro(s): Egil Nervik | Asistencia: 1.157 espectadores Árbitro(s): Egil Nervik |

| 12 de septiembre de 1990 | Irlanda del Norte | 0:2 (0:1) | Yugoslavia                               | Windsor Park, Belfast, Irlanda del Norte                     |                                                              |
| 20:00 UTC+1              |                   |           | 36' Darko Pančev · 86' Robert Prosinečki | Asistencia: 9.008 espectadores Árbitro(s): Jacobus Uilenberg | Asistencia: 9.008 espectadores Árbitro(s): Jacobus Uilenberg |

| 10 de octubre de 1990 | Dinamarca                                                        | 4:1 (2:1) | Islas Feroe       | Københavns Idrætspark, Copenhague, Dinamarca                     |                                                                  |
| 19:30 UTC+2           | Michael Laudrup 8' 48' · Lars Elstrup 37' · Flemming Povlsen 89' |           | 21' Allan Mørkøre | Asistencia: 38.563 espectadores Árbitro(s): Guðmundur Haraldsson | Asistencia: 38.563 espectadores Árbitro(s): Guðmundur Haraldsson |

| 17 de octubre de 1990 | Irlanda del Norte | 1:1 (0:1) | Dinamarca       | Windsor Park, Belfast, Irlanda del Norte                  |                                                           |
| 20:00 UTC+1           | Colin Clarke 58'  |           | 11' Jan Bartram | Asistencia: 9.079 espectadores Árbitro(s): Roger Philippi | Asistencia: 9.079 espectadores Árbitro(s): Roger Philippi |

| 31 de octubre de 1990 | Yugoslavia                                    | 4:1 (2:1) | Austria           | Estadio Estrella Roja, Belgrado, Yugoslavia                  |                                                              |
| 19:00 UTC+1           | Darko Pančev 32' 52' 85' · Srečko Katanec 43' |           | 15' Andreas Ogris | Asistencia: 11.422 espectadores Árbitro(s): Aron Schmidhuber | Asistencia: 11.422 espectadores Árbitro(s): Aron Schmidhuber |

| 14 de noviembre de 1990 | Dinamarca | 0:2 (0:0) | Yugoslavia                               | Københavns Idrætspark, Copenhague, Dinamarca             |                                                          |
| 19:30 UTC+1             |           |           | 77' Mehmed Baždarević · 84' Robert Jarni | Asistencia: 39.700 espectadores Árbitro(s): Neil Midgley | Asistencia: 39.700 espectadores Árbitro(s): Neil Midgley |

| 14 de noviembre de 1990 | Austria | 0:0 (0:0) | Irlanda del Norte | Estadio Ernst Happel, Viena, Austria                     |                                                          |
| 19:30 UTC+1             |         |           |                   | Asistencia: 6.753 espectadores Árbitro(s): Gérard Biguet | Asistencia: 6.753 espectadores Árbitro(s): Gérard Biguet |

| 27 de marzo de 1991 | Yugoslavia                                   | 4:1 (1:1) | Irlanda del Norte | Estadio Estrella Roja, Belgrado, Yugoslavia              |                                                          |
| 17:15 UTC+1         | Dragiša Binić 35' · Darko Pančev 47' 60' 62' |           | 44' Colin Hill    | Asistencia: 5.086 espectadores Árbitro(s): Yusuf Namoğlu | Asistencia: 5.086 espectadores Árbitro(s): Yusuf Namoğlu |

| 1 de mayo de 1991 | Yugoslavia       | 1:2 (0:1) | Dinamarca                | Estadio Estrella Roja, Belgrado, Yugoslavia              |                                                          |
| 20:00 UTC+2       | Darko Pančev 50' |           | 31' 63' Bent Christensen | Asistencia: 16.477 espectadores Árbitro(s): Joël Quiniou | Asistencia: 16.477 espectadores Árbitro(s): Joël Quiniou |

| 1 de mayo de 1991 | Irlanda del Norte | 1:1 (1:0) | Islas Feroe       | Windsor Park, Belfast, Irlanda del Norte                 |                                                          |
| 20:00 UTC+1       | Colin Clarke 45'  |           | 63' Kári Reynheim | Asistencia: 7.253 espectadores Árbitro(s): Michel Piraux | Asistencia: 7.253 espectadores Árbitro(s): Michel Piraux |

| 16 de mayo de 1991 | Yugoslavia | 7:0 (2:0) | Islas Feroe | Estadio Estrella Roja, Belgrado, Yugoslavia                  |                                                              |
| 20:00 UTC+2        | Ilija Najdoski 21' · Robert Prosinečki 24' · Darko Pančev 51' 72' · Zoran Vulić 65' · Zvonimir Boban 68' · Davor Šuker 85' |           |             | Asistencia: 6.745 espectadores Árbitro(s): Vassilios Nikakis | Asistencia: 6.745 espectadores Árbitro(s): Vassilios Nikakis |

| 22 de mayo de 1991 | Austria                                                          | 3:0 (1:0) | Islas Feroe | Lehener Stadion, Salzburgo, Austria                       |                                                           |
| 19:00 UTC+2        | Heimo Pfeifenberger 13' · Michael Streiter 48' · Arnold Wetl 69' |           |             | Asistencia: 11.757 espectadores Árbitro(s): Loizos Loizou | Asistencia: 11.757 espectadores Árbitro(s): Loizos Loizou |

| 5 de junio de 1991 | Dinamarca               | 2:1 (2:0) | Austria         | Odense Stadion, Odense, Dinamarca                              |                                                                |
| 16:00 UTC+2        | Bent Christensen 2' 33' |           | 83' Ernst Ogris | Asistencia: 12.521 espectadores Árbitro(s): Michał Listkiewicz | Asistencia: 12.521 espectadores Árbitro(s): Michał Listkiewicz |

| 11 de septiembre de 1991 | Islas Feroe | 0:5 (0:3) | Irlanda del Norte                                              | Landskrona IP, Landskrona, Suecia                        |                                                          |
| 19:00 UTC+1              |             |           | 8' Kevin Wilson · 12' 51' 68' Colin Clarke · 14' Alan McDonald | Asistencia: 1.623 espectadores Árbitro(s): Simo Ruokonen | Asistencia: 1.623 espectadores Árbitro(s): Simo Ruokonen |

| 25 de septiembre de 1991 | Islas Feroe | 0:4 (0:2) | Dinamarca                                                                    | Landskrona IP, Landskrona, Suecia                        |                                                          |
| 19:00 UTC+1              |             |           | 2' Kim Christofte · 6' Bent Christensen · 70' Frank Pingel · 75' Kim Vilfort | Asistencia: 2.589 espectadores Árbitro(s): Jim McCluskey | Asistencia: 2.589 espectadores Árbitro(s): Jim McCluskey |

| 9 de octubre de 1991 | Austria | 0:3 (0:3) | Dinamarca                                                     | Estadio Ernst Happel, Viena, Austria                               |                                                                    |
| 19:30 UTC+2          |         |           | 9' Peter Artner · 15' Flemming Povlsen · 37' Bent Christensen | Asistencia: 7.453 espectadores Árbitro(s): Frans van den Wijngaert | Asistencia: 7.453 espectadores Árbitro(s): Frans van den Wijngaert |

| 16 de octubre de 1991 | Islas Feroe | 0:2 (0:1) | Yugoslavia                                 | Landskrona IP, Landskrona, Suecia                            |                                                              |
| 19:00 UTC+1           |             |           | 13' Vladimir Jugović · 80' Dejan Savićević | Asistencia: 2.485 espectadores Árbitro(s): Günther Habermann | Asistencia: 2.485 espectadores Árbitro(s): Günther Habermann |

| 16 de octubre de 1991 | Irlanda del Norte                   | 2:1 (2:1) | Austria        | Windsor Park, Belfast, Irlanda del Norte                |                                                         |
| 19:30 UTC+1           | Iain Dowie 18' · Kingsley Black 42' |           | 44' Leo Lainer | Asistencia: 6.854 espectadores Árbitro(s): Leif Sundell | Asistencia: 6.854 espectadores Árbitro(s): Leif Sundell |

| 13 de noviembre de 1991 | Dinamarca                | 2:1 (2:0) | Irlanda del Norte | Odense Stadion, Odense, Dinamarca                         |                                                           |
| 19:30 UTC+1             | Flemming Povlsen 22' 36' |           | 71' Gerry Taggart | Asistencia: 10.881 espectadores Árbitro(s): Alexey Spirin | Asistencia: 10.881 espectadores Árbitro(s): Alexey Spirin |

| 13 de noviembre de 1991 | Austria | 0:2 (0:2) | Yugoslavia                             | Estadio Ernst Happel, Viena, Austria                     |                                                          |
| 19:30 UTC+1             |         |           | 18' Vladan Lukić · 38' Dejan Savićević | Asistencia: 6.212 espectadores Árbitro(s): Pietro D'Elia | Asistencia: 6.212 espectadores Árbitro(s): Pietro D'Elia |

### Grupo 5
Alemania Democrática fue originalmente sorteado en este grupo junto a Alemania Federal pero después de la Reunificación alemana un solo seleccionado alemán participó de la fase clasificatoria. El juego de Alemania Democrática del 12 de septiembre de 1990 contra Bélgica fue recatalogado como amistoso, el cual fue el último partido internacional de esa selección.
| Pos. | Equipo     | Pts. | PJ | G | E | P | GF | GC | Dif. | Clasificación |     | Bandera de Alemania | Bandera de Gales | Bandera de Bélgica | Bandera de Luxemburgo |
| ---- | ---------- | ---- | -- | - | - | - | -- | -- | ---- | ------------- | --- | ------------------- | ---------------- | ------------------ | --------------------- |
| 1    | Alemania   | 10   | 6  | 5 | 0 | 1 | 13 | 4  | +9   | Eurocopa 1992 |     | —                   | 4–1              | 1–0                | 4–0                   |
| 2    | Gales      | 9    | 6  | 4 | 1 | 1 | 8  | 6  | +2   |               |     | 1–0                 | —                | 3–1                | 1–0                   |
| 3    | Bélgica    | 5    | 6  | 2 | 1 | 3 | 7  | 6  | +1   |               | 0–1 | 1–1                 | —                | 3–0                |                       |
| 4    | Luxemburgo | 0    | 6  | 0 | 0 | 6 | 2  | 14 | −12  |               | 2–3 | 0–1                 | 0–2              | —                  |                       |

 Fuente: 

### Detalle de partidos
| 17 de octubre de 1990 | Gales                                              | 3:1 (1:1) | Bélgica            | Cardiff Arms Park, Cardiff, Gales                              |                                                                |
| 19:30 UTC+1           | Ian Rush 29' · Dean Saunders 86' · Mark Hughes 88' |           | 24' Bruno Versavel | Asistencia: 14.274 espectadores Árbitro(s): Kurt Röthlisberger | Asistencia: 14.274 espectadores Árbitro(s): Kurt Röthlisberger |

| 31 de octubre de 1990 | Luxemburgo                               | 2:3 (0:2) | Alemania                                              | Estadio Josy Barthel, Luxemb., Luxemburgo                     |                                                               |
| 20:15 UTC+1           | Jean-Paul Girres 57' · Robby Langers 65' |           | 16' Jürgen Klinsmann · 30' Uwe Bein · 49' Rudi Völler | Asistencia: 9.512 espectadores Árbitro(s): Kim Milton Nielsen | Asistencia: 9.512 espectadores Árbitro(s): Kim Milton Nielsen |

| 14 de noviembre de 1990 | Luxemburgo | 0:1 (0:1) | Gales        | Estadio Josy Barthel, Luxemb., Luxemburgo              |                                                        |
| 20:00 UTC+1             |            |           | 15' Ian Rush | Asistencia: 6.703 espectadores Árbitro(s): Jiří Ulrich | Asistencia: 6.703 espectadores Árbitro(s): Jiří Ulrich |

| 27 de febrero de 1991 | Bélgica                                                   | 3:0 (3:0) | Luxemburgo | Constant Vanden Stock, Anderlecht, Bélgica                |                                                           |
| 20:00 UTC+1           | Erwin Vandenbergh 7' · Jan Ceulemans 16' · Enzo Scifo 35' |           |            | Asistencia: 11.105 espectadores Árbitro(s): Loizos Loizou | Asistencia: 11.105 espectadores Árbitro(s): Loizos Loizou |

| 27 de marzo de 1991 | Bélgica          | 1:1 (0:0) | Gales             | Constant Vanden Stock, Anderlecht, Bélgica                         |                                                                    |
| 20:00 UTC+1         | Marc Degryse 48' |           | 60' Dean Saunders | Asistencia: 18.591 espectadores Árbitro(s): Emilio Soriano Aladrén | Asistencia: 18.591 espectadores Árbitro(s): Emilio Soriano Aladrén |

| 1 de mayo de 1991 | Alemania           | 1:0 (1:0) | Bélgica | Niedersachsenstadion, Hannover, Alemania                   |                                                            |
| 18:15 UTC+2       | Lothar Matthäus 3' |           |         | Asistencia: 52.363 espectadores Árbitro(s): Zoran Petrović | Asistencia: 52.363 espectadores Árbitro(s): Zoran Petrović |

| 5 de junio de 1991 | Gales        | 1:0 (0:0) | Alemania | Cardiff Arms Park, Cardiff, Gales                       |                                                         |
| 19:15 UTC+1        | Ian Rush 66' |           |          | Asistencia: 34.603 espectadores Árbitro(s): Bo Karlsson | Asistencia: 34.603 espectadores Árbitro(s): Bo Karlsson |

| 11 de septiembre de 1991 | Luxemburgo | 0:2 (0:1) | Bélgica                           | Estadio Josy Barthel, Luxemb., Luxemburgo              |                                                        |
| 20:00 UTC+2              |            |           | 25' Enzo Scifo · 49' Marc Degryse | Asistencia: 6.872 espectadores Árbitro(s): Rémi Harrel | Asistencia: 6.872 espectadores Árbitro(s): Rémi Harrel |

| 16 de octubre de 1991 | Alemania                                                                       | 4:1 (3:0) | Gales          | Frankenstadion, Núremberg, Alemania                      |                                                          |
| 20:15 UTC+2           | Andreas Möller 34' · Rudi Völler 39' · Karl-Heinz Riedle 45' · Thomas Doll 73' |           | 84' Paul Bodin | Asistencia: 46.491 espectadores Árbitro(s): Joël Quiniou | Asistencia: 46.491 espectadores Árbitro(s): Joël Quiniou |

| 13 de noviembre de 1991 | Gales          | 1:0 (0:0) | Luxemburgo | Cardiff Arms Park, Cardiff, Gales                       |                                                         |
| 19:30 UTC+0             | Paul Bodin 82' |           |            | Asistencia: 19.813 espectadores Árbitro(s): Sándor Puhl | Asistencia: 19.813 espectadores Árbitro(s): Sándor Puhl |

| 20 de noviembre de 1991 | Bélgica | 0:1 (0:1) | Alemania        | Constant Vanden Stock, Anderlecht, Bélgica                |                                                           |
| 20:00 UTC+1             |         |           | 16' Rudi Völler | Asistencia: 16.138 espectadores Árbitro(s): Tullio Lanese | Asistencia: 16.138 espectadores Árbitro(s): Tullio Lanese |

| 18 de diciembre de 1991 | Alemania                                                                             | 4:0 (2:0) | Luxemburgo | Ulrich-Haberland-Stadion, Leverkusen, Alemania                  |                                                                 |
| 20:15 UTC+1             | Lothar Matthäus 15' · Guido Buchwald 44' · Karl-Heinz Riedle 51' · Thomas Häßler 62' |           |            | Asistencia: 20.395 espectadores Árbitro(s): Zbigniew Przesmycki | Asistencia: 20.395 espectadores Árbitro(s): Zbigniew Przesmycki |

### Grupo 6
| Pos. | Equipo       | Pts. | PJ | G | E | P | GF | GC | Dif. | Clasificación |     | Bandera de los Países Bajos | Bandera de Portugal | Bandera de Grecia | Bandera de Finlandia | Bandera de Malta |
| ---- | ------------ | ---- | -- | - | - | - | -- | -- | ---- | ------------- | --- | --------------------------- | ------------------- | ----------------- | -------------------- | ---------------- |
| 1    | Países Bajos | 13   | 8  | 6 | 1 | 1 | 17 | 2  | +15  | Eurocopa 1992 |     | —                           | 1–0                 | 2–0               | 2–0                  | 1–0              |
| 2    | Portugal     | 11   | 8  | 5 | 1 | 2 | 11 | 4  | +7   |               |     | 1–0                         | —                   | 1–0               | 1–0                  | 5–0              |
| 3    | Grecia       | 8    | 8  | 3 | 2 | 3 | 11 | 9  | +2   |               | 0–2 | 3–2                         | —                   | 2–0               | 4–0                  |                  |
| 4    | Finlandia    | 6    | 8  | 1 | 4 | 3 | 5  | 8  | −3   |               | 1–1 | 0–0                         | 1–1                 | —                 | 2–0                  |                  |
| 5    | Malta        | 2    | 8  | 0 | 2 | 6 | 2  | 23 | −21  |               | 0–8 | 0–1                         | 1–1                 | 1–1               | —                    |                  |

 Fuente: 

### Detalle de partidos
| 12 de septiembre de 1990 | Finlandia | 0:0 (0:0) | Portugal | Helsingin Olympiastadion, Helsinki, Finlandia           |                                                         |
| 19:00 UTC+3              |           |           |          | Asistencia: 10.242 espectadores Árbitro(s): Jozef Marko | Asistencia: 10.242 espectadores Árbitro(s): Jozef Marko |

| 17 de octubre de 1990 | Portugal      | 1:0 (0:0) | Países Bajos | Estádio das Antas, Oporto, Portugal                            |                                                                |
| 21:00 UTC+1           | Rui Águas 54' |           |              | Asistencia: 17.198 espectadores Árbitro(s): Siegfried Kirschen | Asistencia: 17.198 espectadores Árbitro(s): Siegfried Kirschen |

| 31 de octubre de 1990 | Grecia                                                                                          | 4:0 (2:0) | Malta | Estadio Spyros Louis, Atenas, Grecia                       |                                                            |
| 18:00 UTC+2           | Nikos Tsiantakis 37' · Vassilis Karapialis 40' · Dimitris Saravakos 59' · Stefanos Borbokis 88' |           |       | Asistencia: 7.768 espectadores Árbitro(s): Ion Crăciunescu | Asistencia: 7.768 espectadores Árbitro(s): Ion Crăciunescu |

| 21 de noviembre de 1990 | Países Bajos                              | 2:0 (2:0) | Grecia | De Kuip, Róterdam, Países Bajos                          |                                                          |
| 18:00 UTC+1             | Dennis Bergkamp 7' · Marco van Basten 18' |           |        | Asistencia: 20.233 espectadores Árbitro(s): Lajos Nemeth | Asistencia: 20.233 espectadores Árbitro(s): Lajos Nemeth |

| 25 de noviembre de 1990 | Malta           | 1:1 (1:0) | Finlandia         | Estadio Nacional Ta' Qali, Ta' Qali, Malta            |                                                       |
| 14:30 UTC+1             | Hubert Suda 37' |           | 87' Erik Holmgren | Asistencia: 8.667 espectadores Árbitro(s): Sadik Deda | Asistencia: 8.667 espectadores Árbitro(s): Sadik Deda |

| 19 de diciembre de 1990 | Malta | 0:8 (0:3) | Países Bajos                                                                    | Estadio Nacional Ta' Qali, Ta' Qali, Malta                 |                                                            |
| 14:30 UTC+1             |       |           | 9' 20' 23' 64' 80' Marco van Basten · 53' Aron Winter · 60' 66' Dennis Bergkamp | Asistencia: 10.254 espectadores Árbitro(s): Rolf Blattmann | Asistencia: 10.254 espectadores Árbitro(s): Rolf Blattmann |

| 23 de enero de 1991 | Grecia                                                                   | 3:2 (1:1) | Portugal                        | Estadio Spyros Louis, Atenas, Grecia                    |                                                         |
| 18:30 UTC+2         | Stefanos Borbokis 7' · Stelios Manolas 68' · Panagiotis Tsalouchidis 85' |           | 18' Rui Águas · 62' Paulo Futre | Asistencia: 8.553 espectadores Árbitro(s): Carlo Longhi | Asistencia: 8.553 espectadores Árbitro(s): Carlo Longhi |

| 9 de febrero de 1991 | Malta | 0:1 (0:1) | Portugal        | Estadio Nacional Ta' Qali, Ta' Qali, Malta                |                                                           |
| 15:15 UTC+1          |       |           | 27' Paulo Futre | Asistencia: 3.264 espectadores Árbitro(s): Manfred Neuner | Asistencia: 3.264 espectadores Árbitro(s): Manfred Neuner |

| 20 de febrero de 1991 | Portugal                                                                                 | 5:0 (3:0) | Malta | Estádio das Antas, Oporto, Portugal                      |                                                          |
| 21:30 UTC+0           | Rui Águas 5' · José Leal 34' · Vítor Paneira 41' · Charles Scerri 48' · Jorge Cadete 81' |           |       | Asistencia: 5.303 espectadores Árbitro(s): John Spillane | Asistencia: 5.303 espectadores Árbitro(s): John Spillane |

| 13 de marzo de 1991 | Países Bajos         | 1:0 (1:0) | Malta | De Kuip, Róterdam, Países Bajos                           |                                                           |
| 20:00 UTC+1         | Marco van Basten 31' |           |       | Asistencia: 36.383 espectadores Árbitro(s): Dušan Krchnák | Asistencia: 36.383 espectadores Árbitro(s): Dušan Krchnák |

| 17 de abril de 1991 | Países Bajos                          | 2:0 (1:0) | Finlandia | De Kuip, Róterdam, Países Bajos                          |                                                          |
| 20:00 UTC+2         | Marco van Basten 9' · Ruud Gullit 76' |           |           | Asistencia: 21.426 espectadores Árbitro(s): Jan Damgaard | Asistencia: 21.426 espectadores Árbitro(s): Jan Damgaard |

| 16 de mayo de 1991 | Finlandia                              | 2:0 (0:0) | Malta | Helsingin Olympiastadion, Helsinki, Finlandia            |                                                          |
| 19:00 UTC+3        | Petri Järvinen 51' · Jari Litmanen 87' |           |       | Asistencia: 5.150 espectadores Árbitro(s): Rune Pedersen | Asistencia: 5.150 espectadores Árbitro(s): Rune Pedersen |

| 5 de junio de 1991 | Finlandia         | 1:1 (0:0) | Países Bajos      | Helsingin Olympiastadion, Helsinki, Finlandia              |                                                            |
| 19:00 UTC+3        | Erik Holmgren 77' |           | 60' Frank de Boer | Asistencia: 21.207 espectadores Árbitro(s): Brian McGinlay | Asistencia: 21.207 espectadores Árbitro(s): Brian McGinlay |

| 11 de septiembre de 1991 | Portugal        | 1:0 (1:0) | Finlandia | Estádio das Antas, Oporto, Portugal                       |                                                           |
| 21:30 UTC+1              | César Brito 22' |           |           | Asistencia: 7.236 espectadores Árbitro(s): Arturo Martino | Asistencia: 7.236 espectadores Árbitro(s): Arturo Martino |

| 9 de octubre de 1991 | Finlandia        | 1:1 (0:0) | Grecia                      | Helsingin Olympiastadion, Helsinki, Finlandia               |                                                             |
| 19:00 UTC+3          | Kari Ukkonen 50' |           | 74' Panagiotis Tsalouchidis | Asistencia: 5.225 espectadores Árbitro(s): Sergei Khusainov | Asistencia: 5.225 espectadores Árbitro(s): Sergei Khusainov |

| 16 de octubre de 1991 | Países Bajos         | 1:0 (1:0) | Portugal | De Kuip, Róterdam, Países Bajos                             |                                                             |
| 20:00 UTC+2           | Richard Witschge 20' |           |          | Asistencia: 40.057 espectadores Árbitro(s): George Courtney | Asistencia: 40.057 espectadores Árbitro(s): George Courtney |

| 30 de octubre de 1991 | Grecia                                         | 2:0 (0:0) | Finlandia | Estadio Spyros Louis, Atenas, Grecia                    |                                                         |
| 18:00 UTC+2           | Dimitris Saravakos 49' · Stefanos Borbokis 51' |           |           | Asistencia: 9.036 espectadores Árbitro(s): Gerhard Kapl | Asistencia: 9.036 espectadores Árbitro(s): Gerhard Kapl |

| 20 de noviembre de 1991 | Portugal       | 1:0 (1:0) | Grecia | Estádio da Luz, Lisboa, Portugal                              |                                                               |
| 21:30 UTC+0             | João Pinto 17' |           |        | Asistencia: 2.098 espectadores Árbitro(s): Alphonse Costantin | Asistencia: 2.098 espectadores Árbitro(s): Alphonse Costantin |

| 4 de diciembre de 1991 | Grecia | 0:2 (0:1) | Países Bajos                          | Estadio Kaftanzoglio, Salónica, Grecia                  |                                                         |
| 18:00 UTC+2            |        |           | 37' Dennis Bergkamp · 87' Danny Blind | Asistencia: 25.053 espectadores Árbitro(s): Bo Karlsson | Asistencia: 25.053 espectadores Árbitro(s): Bo Karlsson |

| 22 de diciembre de 1991 | Malta              | 1:1 (1:0) | Grecia               | Estadio Nacional Ta' Qali, Ta' Qali, Malta               |                                                          |
| 14:30 UTC+1             | Stefan Sultana 42' |           | 67' Petros Marinakis | Asistencia: 6.690 espectadores Árbitro(s): Michel Girard | Asistencia: 6.690 espectadores Árbitro(s): Michel Girard |

### Grupo 7
| Pos. | Equipo     | Pts. | PJ | G | E | P | GF | GC | Dif. | Clasificación |     | Bandera de Inglaterra | Bandera de Irlanda | Bandera de Polonia | Bandera de Turquía |
| ---- | ---------- | ---- | -- | - | - | - | -- | -- | ---- | ------------- | --- | --------------------- | ------------------ | ------------------ | ------------------ |
| 1    | Inglaterra | 9    | 6  | 3 | 3 | 0 | 7  | 3  | +4   | Eurocopa 1992 |     | —                     | 1–1                | 2–0                | 1–0                |
| 2    | Irlanda    | 8    | 6  | 2 | 4 | 0 | 13 | 6  | +7   |               |     | 1–1                   | —                  | 0–0                | 5–0                |
| 3    | Polonia    | 7    | 6  | 2 | 3 | 1 | 8  | 6  | +2   |               | 1–1 | 3–3                   | —                  | 3–0                |                    |
| 4    | Turquía    | 0    | 6  | 0 | 0 | 6 | 1  | 14 | −13  |               | 0–1 | 1–3                   | 0–1                | —                  |                    |

 Fuente: 

### Detalle de partidos
| 17 de octubre de 1990 | Irlanda                                                         | 5:0 (2:0) | Turquía | Lansdowne Road, Dublín, Irlanda                              |                                                              |
| 15:00 UTC+1           | John Aldridge 15' 58' 73' · David O'Leary 40' · Niall Quinn 66' |           |         | Asistencia: 42.603 espectadores Árbitro(s): Erik Fredriksson | Asistencia: 42.603 espectadores Árbitro(s): Erik Fredriksson |

| 17 de octubre de 1990 | Inglaterra                             | 2:0 (1:0) | Polonia | Estadio de Wembley, Londres, Inglaterra                   |                                                           |
| 20:00 UTC+1           | Gary Lineker 39' · Peter Beardsley 89' |           |         | Asistencia: 69.353 espectadores Árbitro(s): Tullio Lanese | Asistencia: 69.353 espectadores Árbitro(s): Tullio Lanese |

| 14 de noviembre de 1990 | Irlanda            | 1:1 (0:0) | Inglaterra      | Lansdowne Road, Dublín, Irlanda                           |                                                           |
| 13:30 UTC+0             | Tony Cascarino 79' |           | 67' David Platt | Asistencia: 45.494 espectadores Árbitro(s): Pietro D'Elia | Asistencia: 45.494 espectadores Árbitro(s): Pietro D'Elia |

| 14 de noviembre de 1990 | Turquía | 0:1 (0:1) | Polonia                  | Estadio BJK İnönü, Estambul, Turquía                      |                                                           |
| 19:00 UTC+2             |         |           | 37' Dariusz Dziekanowski | Asistencia: 48.680 espectadores Árbitro(s): Alexey Spirin | Asistencia: 48.680 espectadores Árbitro(s): Alexey Spirin |

| 27 de marzo de 1991 | Inglaterra   | 1:1 (1:1) | Irlanda         | Estadio de Wembley, Londres, Inglaterra                        |                                                                |
| 20:00 UTC+0         | Lee Dixon 9' |           | 29' Niall Quinn | Asistencia: 77.753 espectadores Árbitro(s): Kurt Röthlisberger | Asistencia: 77.753 espectadores Árbitro(s): Kurt Röthlisberger |

| 17 de abril de 1991 | Polonia                                     | 3:0 (0:0) | Turquía | Stadion Wojska Polskiego, Varsovia, Polonia                      |                                                                  |
| 20:00 UTC+2         | Ryszard Tarasiewicz 72' 80' · Roman Kosecki |           |         | Asistencia: 1.061 espectadores Árbitro(s): Mircea-Lucian Salomir | Asistencia: 1.061 espectadores Árbitro(s): Mircea-Lucian Salomir |

| 1 de mayo de 1991 | Irlanda | 0:0 (0:0) | Polonia | Lansdowne Road, Dublín, Irlanda                               |                                                               |
| 14:00 UTC+1       |         |           |         | Asistencia: 45.795 espectadores Árbitro(s): John Blankenstein | Asistencia: 45.795 espectadores Árbitro(s): John Blankenstein |

| 1 de mayo de 1991 | Turquía | 0:1 (0:1) | Inglaterra      | Estadio İzmir Atatürk, Esmirna, Turquía                        |                                                                |
| 18:00 UTC+3       |         |           | 32' Dennis Wise | Asistencia: 12.316 espectadores Árbitro(s): Wolf-Günter Wiesel | Asistencia: 12.316 espectadores Árbitro(s): Wolf-Günter Wiesel |

| 16 de octubre de 1991 | Polonia                                               | 3:3 (0:1) | Irlanda                                                   | Stadion Miejski, Poznan, Polonia                         |                                                          |
| 17:00 UTC+2           | Piotr Czachowski 59' · Jan Furtok 77' · Jan Urban 86' |           | 12' Paul McGrath · 64' Andy Townsend · 68' Tony Cascarino | Asistencia: 17.600 espectadores Árbitro(s): Guy Goethals | Asistencia: 17.600 espectadores Árbitro(s): Guy Goethals |

| 16 de octubre de 1991 | Inglaterra     | 1:0 (1:0) | Turquía | Estadio de Wembley, Londres, Inglaterra                              |                                                                      |
| 20:00 UTC+1           | Alan Smith 21' |           |         | Asistencia: 50.896 espectadores Árbitro(s): Antonio Martín Navarrete | Asistencia: 50.896 espectadores Árbitro(s): Antonio Martín Navarrete |

| 13 de noviembre de 1991 | Polonia            | 1:1 (1:0) | Inglaterra       | Stadion Miejski, Poznan, Polonia                              |                                                               |
| 18:30 UTC+1             | Roman Szewczyk 32' |           | 77' Gary Lineker | Asistencia: 10.300 espectadores Árbitro(s): Hubert Forstinger | Asistencia: 10.300 espectadores Árbitro(s): Hubert Forstinger |

| 13 de noviembre de 1991 | Turquía           | 1:3 (1:1) | Irlanda                                | Estadio BJK İnönü, Estambul, Turquía                       |                                                            |
| 19:30 UTC+2             | Rıza Çalımbay 13' |           | 8' 58' John Byrne · 55' Tony Cascarino | Asistencia: 33.061 espectadores Árbitro(s): Zoran Petrović | Asistencia: 33.061 espectadores Árbitro(s): Zoran Petrović |

## Goleadores
| Jugador           | Goles | Selección    |
| ----------------- | ----- | ------------ |
| Darko Pančev      | 10    | Yugoslavia   |
| Jean-Pierre Papin | 9     | Francia      |
| Marco van Basten  | 8     | Países Bajos |

## Clasificados

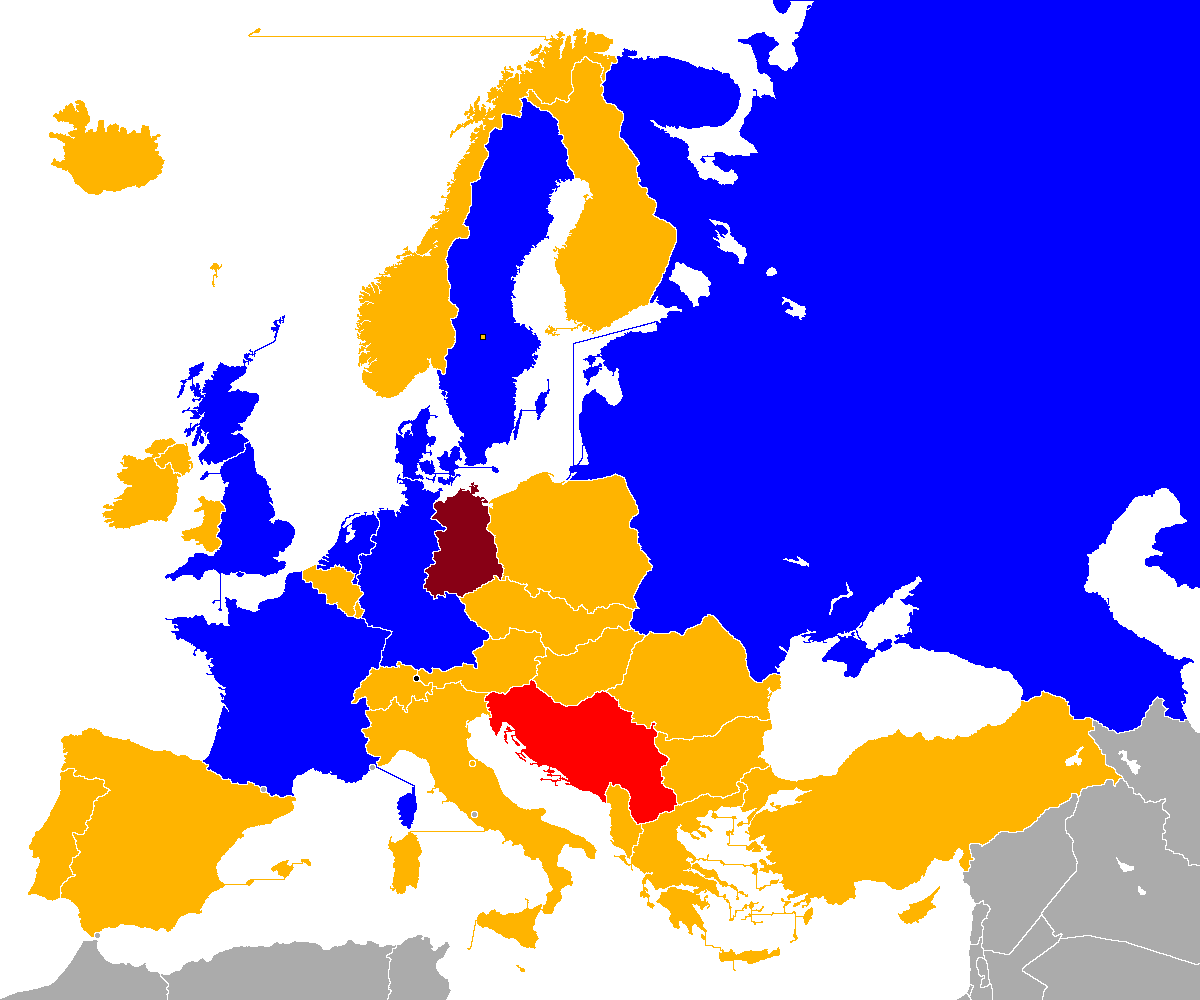
Situación de los países respecto a la clasificación.
Clasificado a la Eurocopa 1992.
Eliminado.
Suspendido después de clasificar.
Se retiró.
No pertenece a la UEFA.

| Selección    | Vía de clasificación | Fecha de clasificación  | Participaciones anteriores       |
| ------------ | -------------------- | ----------------------- | -------------------------------- |
| Suecia       | Anfitrión            | 16 de diciembre de 1988 | 0 (debut)                        |
| Francia      | Ganador del Grupo 1  | 12 de octubre de 1991   | 2 (1960, 1984)                   |
| Inglaterra   | Ganador del Grupo 7  | 13 de noviembre de 1991 | 3 (1968, 1980, 1988)             |
| CEI          | Ganador del Grupo 3  | 13 de noviembre de 1991 | 5 (1960, 1964, 1968, 1972, 1988) |
| Escocia      | Ganador del Grupo 2  | 13 de noviembre de 1991 | 0 (debut)                        |
| Alemania     | Ganador del Grupo 5  | 20 de noviembre de 1991 | 5 (1972, 1976, 1980, 1984, 1988) |
| Países Bajos | Ganador del Grupo 6  | 4 de diciembre de 1991  | 3 (1976, 1980, 1988)             |
| Dinamarca    | Segunda del Grupo 4  | 31 de mayo de 1992      | 3 (1964, 1984, 1988)             |